# Jim Caldwell (cestista)
James William Caldwell jr., detto Jim (Durham, 28 gennaio 1943 – Roswell, 6 aprile 2023), è stato un cestista statunitense, professionista nella NBA e nella ABA.

## Carriera
È stato selezionato dai Los Angeles Lakers al terzo giro del Draft NBA 1965 (25ª scelta assoluta).

## Palmarès
- 2 volte campione EPBL (1966, 1967)